# 陽犬號
《陽犬號》是1984年發行的一個策略與動作遊戲。它是FTL遊戲公司發行的第一套遊戲，一開始是設計在蘋果二號電腦執行。1984年3月發行1.0版本，三個星期後發行除錯版本1.1；而包括內容加強與性能提升的版本2.0則是在1984年10月發行。在1985年12月，推出了在雅達利ST電腦執行的版本，不但有一些蘋果二號版本上沒有的特色，同時在畫面品質上也因雅達利ST電腦的特性而大幅地提升，並成為雅達利ST電腦推出當年最暢銷的遊戲。

## 概觀

為陽犬號開發的視窗系統是來自於蘋果麗莎電腦使用者介面的靈感。在這蘋果二號版本的截圖中可以看到兩個視窗重疊在城市的畫面上。

《陽犬號》是一個太空貿易遊戲。玩家以物易物，買賣商品，同時必需擊退海盜和惡棍。遊戲在有限的記憶體中儲存了很多資訊，在發行後得到許多好評且獲得了不少大獎。
遊戲使用了稱為ZoomAction的分層視窗系統，因為易用和直覺的功能而備受讚賞。該系統是由FTL遊戲公司專為本遊戲設計的，靈感源自於蘋果麗莎電腦（麥金塔電腦的前身）的使用者介面。玩家只需要使用蘋果電腦公司的雙按鈕搖桿就可以玩。當進行到遊戲中不同的部分時，新的視窗會覆蓋在其它視窗的上面；而拖放圖示就可以修理太空船、買零件、吃東西等等。玩家也可以利用按鈕選擇適當的回應與非玩家角色交談而產生互動。
ZoomAction介面被用來控制一切：從操作太空船，到在城市間與星球間遊走。當玩家在建築物上點擊，會展現一個顯示建築物內部的視窗，遊戲中的主角可以在裡頭閒逛或者與其他人進行（有限的）交談。離開太空船去探索遊戲中的世界的設計到目前為止仍是一種相當少見的風格；而一個讓中立角色遊走於可以互動的城市間的設定也是獨一無二的。與《銀河飛鷹》之類的遊戲相比，雖然星球的數量較少，但是較具有臨場感。

## 故事
遊戲中玩家扮演一名叫做基德的年輕人，他自出生後就一直是個玻璃礦場的奴隸。他的叔叔布羅克·多爾希德在死後留給他一艘太空船，名為「陽犬號」。如果他能完成他叔叔未完成的契約，也就是依宗教命令在一個叫做鍾德的星球上的某處進行殖民任務，那他就有機會恢復自由之身。遊戲即從此開始進行。

## 遊戲介紹

遊戲一開始時主角發現了他叔叔的太空船「陽犬號」正需要修理。該太空船的許多零件都已損壞而需要更換（蘋果二號版本畫面）。

遊戲一開始時玩家（也就是基德）就在太空船中。經過快速檢查後發現許多系統故障，同時也有許多零件損壞。而走到城中的商品交易市場時發現了幾樣屬於陽犬號船長（現在是基德）的貨物，另外基德的在銀行的帳戶裡也還有幾千塊錢。除了這些以外什麼都沒有，而基德就必需靠這些東西來試著找到殖民地並履行他叔叔的契約。
雖然在遊戲中的各個城市看起來被規劃得整齊劃一，但是大小各有不同。城市中有太空船零件店、旅館、武器店、餐廳、酒吧以及銀行。如果基德在城市中徒步地逛了一段時間，就會遇上其他人。有些是乞丐，有些是兜售商品的販子，但最多的是想要搶錢的流氓。如果玩家已經採取相當的防範措施（以及不錯的射擊能力），有時可以扳倒這些歹徒。而虛張聲望以及恐嚇，在沒有槍時也有可能趕走這些人。
並沒有既定的路線可以完成遊戲，但是有個既定的方法可以讓玩家找到位在鍾德星球上的殖民地。陽犬號的貨物艙若不連接太空船時就像是一台越野休旅車，玩家可以開著它在各星球的陸地上四處行走，最後一定會發現那個小殖民地。將車開到該殖民地的商品交易市場就會顯示該殖民地要進入下一階段的需求。譬如水果、穀物、冷凍胚胎，以及「太陽榮耀」。所有物品都可以在鍾德星球鄰近的星系的城市中買得到，有些甚至在鍾德星球上就可以買到。
對基德也就是玩家來說，要完成他叔叔的契約的唯一方法就是滿足殖民地的需求，他必需購買這些貨物然後將它們運送到該殖民地。該殖民地並不會付費給基德，所以玩家只能靠買賣貨品賺取利潤來購買殖民地所需要的東西。所以基德必需遵守買低賣高的經濟原則。

儘管受到蘋果二號的圖形顯示能力的限制，但是陽犬號光速跳躍到新的星系時的畫面在那個年代仍然令人印象深刻。

一開始他只有一些貨物，但是能進貨的錢也有限，何況還得要修理陽犬號。進入各城市的商品交易市場，玩家可以查看什麼商品可以交易，然後買賣商品，並且理想地賺到足夠的利潤以購買殖民地的一切所需。
然而，殖民地最需要的貨物是冷凍人，也就是低溫冷凍的殖民者。這貨物無法購買，但是可以在各個星系裡找得到。基德的叔叔將他們存放在各個商品交易市場的倉庫裡，但是沒有留下任何記錄。能找到他們的唯一方法就是到各星系中的每個星球的商品交易市場倉庫去查看是否有任何屬於陽犬號船長的東西。
通常，下一個交易的項目就是跟修理陽犬號有關。一般情況下陽犬號都是在堪用、可飛行的狀態下，但是它必需維持在更好的狀況以便與切斷星球間商業通路的海盜進行戰鬥，或是從他們手中逃脫。修理太空船通常是很簡單的事情，就是把損壞的零件丟掉，然後換上新零件。太空船零件店幾乎在每個星球的每個城市裡都可以找得到。剛開始可能會發生的唯一問題就是某些昂貴的零件會花掉不少基德手上僅有的一點資金。
總括地說，玩家可以在商品交易市場的倉庫裡拿走屬於他的貨物，或者購買新的貨品，然後基德可以飛到其它星系試著將貨品賣掉以賺取利潤。同時，玩家或許也可以找找各地的在商品交易市場裡是否有放著冷凍人。

因為硬體能力較佳，雅達利ST版本的陽犬號使用較精緻的圖形。

星球上的城市大多有整齊的規畫而且部分城市的範圍還相當廣闊。玩家可以以徒步的方式在裡頭移動，或者是像圖片裡一樣駕駛貨物艙。

安全地抵達其它星球又是另外一回事了。太空中的商業通路充滿著海盜，他們急欲著搶奪像陽犬號這樣的商船。玩家要不想辦法說服，或者恐嚇海盜，要不就是逃命。而最後一個手段就是玩家把貨物拋棄給海盜，損失在該貨物的一切金錢投資。然而，玩家遲早是要訴諸於戰鬥的。陽犬號配有防護罩以及兩種武器系統（雷射槍與加農砲），但是兩者都是由玩家人工控制的。被海盜擊中的陽犬號會損害系統，而且防護罩會快速消耗燃料。如果玩家能克服難關而飛到了行星的軌道，那麼他就可以安全地降落。海盜只會在陽犬號載有他們感興趣的貨物時發動攻擊，換句話說也就是除了燃料及冷凍人以外的貨物。如果玩家摧毀一艘海盜船，或許也能取得它所運載的貨物。
陽犬號的裝備只能降落在城市中的太空港，而通常每個星球只有一個城市有建太空港。不過，冷凍人有時是存放在其它城市的倉庫裡。起初玩家可以開著貨物艙到別的城市去運載冷凍人，但是有些冷凍人是儲放在位於島嶼或是另一個大陸上的城市裡，而貨物艙又無法過河渡海，所以玩家必需找到其它方法去取得那些冷凍人。
唯一的方法就是為陽犬號裝配更先進的設備，例如「高等地面掃瞄儀」就可以讓陽犬號降落在星球上的任一個城市。要獲得這些先進的設備必需到遙遠的星球上，上面的商店會有這些特殊的零件；不過有時候透過酒吧老闆也可以取得這些特別的設備。

## 布魯斯·韋伯斯特的計畫
在2000年代初期，布魯斯·韋伯斯特開始了「陽犬號：復活計畫」，這是一個利用現代技術重寫陽犬號的開放原始碼計畫。起初為了跨平臺考量所以他計畫使用Java開發，但是該計畫的其他成員較喜歡C++所以用該語言開發。該計畫有許多成員，但是由於韋伯斯特的工作太過忙碌而無法有效地主導該計畫，所以無疾而終。
該計畫所做出來的新畫面設計稿曾經可以透過網路從官方網站取得，但是現在已經被刪除。

## 幕後花絮
- 蘋果二號版本的《陽犬號》包含了15,000行的Pascal與5,000行的6502組合語言程式碼。
- 蘋果二號版本2.0包含了一段廣告畫面，預告了續集《陽犬號第二集：宿怨》，但是從未發行。該廣告也介紹了麥金塔的版本，但是也從未成形。
- 《陽犬號》原先是被規畫成三部曲。《陽犬號第二集：宿怨》是讓基德透過與特定的非玩家角色互動以找出他叔叔死亡的真相，而其中有些人也準備要殺掉基德。而《陽犬號第三集：衝擊帝國》則是基於第二集的故事，基德糾纏在帝國與叛軍的衝突之間而分不清誰是好人。
- 1985年美商藝電曾找上FTL希望代理行銷該遊戲，但是FTL最終還是與Accolade合作。
- 在完成了2.0版之後布魯斯·韋伯斯特因為熱情不再而離開了FTL，在四年之內未再擔任任何有關程式設計的工作。

## 外部連結
- 布魯斯·韋伯斯特的《陽犬號》網站
- 《陽犬號》復活計畫開放源碼專案 （页面存档备份，存于）
- 《陽犬號》復活計畫 （页面存档备份，存于）